# 三連休東日本・函館パス
三連休東日本・函館パス（さんれんきゅうひがしにほん・はこだてぱす）は、東日本旅客鉄道（JR東日本）、北海道旅客鉄道（JR北海道）が2016年度から2020年度まで発売していた、期間指定でJR東日本全線とJR北海道線一部区間、東北地方・関東地方・静岡県・新潟県の一部私鉄・第三セクター線が乗り放題となる特別企画乗車券（トクトクきっぷ）である。

## 概要
2015年度まで発売が行われていた三連休乗車券の後継として、2016年度から2020年度まで発売されていたフリーきっぷである。2021年度以降の設定は行わず、2021年1月9日(土) - 11日(月・祝)利用分を最後に発売終了となった。
三連休乗車券と同様に、毎年7月から次の年の3月までの下記の日に限り発売していた。
- 土曜・日曜・月曜の祝日（ハッピーマンデー制度に該当する日、月曜日に祝日がある、振替休日）[2]
- 金曜の祝日・土曜・日曜

ゴールデンウィーク、お盆、年末年始が発売対象外となるため、以下の祝日を金曜日・日曜日・月曜日に含む3連休には発売されない。
- 元日（年末年始）
- 昭和の日・憲法記念日・みどりの日・こどもの日・天皇の即位の日（2019年（令和元年）5月1日）およびそれらに前後する国民の休日（ゴールデンウィーク）
- 山の日（お盆）

### 三連休乗車券との相違点
- 北海道新幹線開業に伴い、利用可能区間にJR北海道管轄の新青森駅 - 新函館北斗駅間が追加された。並行在来線となった江差線の第三セクター転換区間である道南いさりび鉄道線も利用可能である[注 1]。
- 定期旅客列車の運行がなくなった海峡線は利用不可となった。
- 函館本線の五稜郭駅以北の森駅までの区間が追加された。
- 富士急行線は利用不可となった。
- JR北海道のみどりの窓口・旅行センター・指定席券売機での購入が可能となった。

## フリーエリア
- 東日本旅客鉄道：全線
- 北海道旅客鉄道：北海道新幹線新青森駅 - 新函館北斗駅間、函館本線函館駅 - 森駅間（支線含む）
- 青い森鉄道線：全線
- IGRいわて銀河鉄道線：全線
- 北越急行ほくほく線：全線
- 伊豆急行線：全線
- 三陸鉄道：全線
- 道南いさりび鉄道線：全線
- えちごトキめき鉄道：妙高はねうまライン直江津駅 - 新井駅間

※東海道新幹線など、上記以外の鉄道会社・区間は利用できない。

## 発売期間と有効期限
- 発売期間：指定された利用開始日の1ヶ月前から利用開始日前日まで。
- 使用期間：週末とその前後（金曜日もしくは月曜日）の国民の祝日の、連続した休日3日間（金・土・日または土・日・月）。
- 2016年度の設定期間（【】内は発売期間）[2]
  - 2016年7月16日 - 18日【6月16日 - 7月15日】
  - 2016年9月17日 - 19日【8月17日 - 9月16日】
  - 2016年10月8日 - 10日【9月8日 - 10月7日】
  - 2016年12月23日 - 25日【11月23日 - 12月22日】
  - 2017年1月7日 - 9日【12月7日 - 12月6日】
  - 2017年3月18日 - 20日【2月18日 - 3月17日】

## 価格
2016年度から2019年9月30日発売分まで
- 大人：14,050円
- 小人：4,300円

2019年10月1日以降発売分
- 大人：14,370円
- 小人：4,390円